# Малая Ведмежка
Малая Ведмежка (укр. Мала Ведмежка) — село в Маневичской поселковой общине Камень-Каширского района Волынской области Украины.
До 2020 года входило в Маневичский район.
Код КОАТУУ — 0723687603. Население по переписи 2021 года составляет 120 человек. Почтовый индекс — 44632. Телефонный код — 3376. Занимает площадь 0,481 км².